# Cranes (hudební skupina)
Cranes je britská hudební skupina, založená v roce 1986, jejíž styl je označován jako „gotický minimalismus“. Skupina se v roce 1997 na tři roky rozpadla. V roce 2000 byla obnovena a následující rok vydala album Future Songs.